# Willem III van Genève
Willem III van Genève (overleden in 1320) was van 1308 tot aan zijn dood graaf van Genève.

## Levensloop
Willem III was de oudste zoon van graaf Amadeus II van Genève en diens echtgenote Agnes, dochter van graaf Jan I van Chalon.
In 1308 volgde hij zijn vader op als graaf van Genève. Tijdens zijn bewind voerde hij een vredespolitiek tegenover het hertogdom Savoye. Ook herstelde hij in 1316 de oude alliantie tussen de graaf van Genève, de dauphin van Viennois en de bisschoppen van Genève en Lausanne.
Willem stierf in 1320, waarna hij als graaf van Genève werd opgevolgd door zijn zoon Amadeus III.

## Huwelijk en nakomelingen
In 1297 huwde hij met Agnes (1286-1322), dochter van graaf Amadeus V van Savoye. Ze kregen volgende kinderen:
- Amadeus III (1311-1367), graaf van Genève
- Margaretha
- Yolande, huwde in 1348 met graaf Béraud II van Clermont